# Oxenfree II: Lost Signals
Oxenfree II: Lost Signals — графічна пригодницька гра у жанрі хоррору, надприродного і містики, розроблена Night School Studio та видана Netflix Games. Гра вийшла на Android, iOS, Nintendo Switch, PlayStation 4, PlayStation 5 і Windows 12 липня 2023 року. Гра є продовженням Oxenfree (2016), дія гри відбувається через п’ять років після подій оригінальної гри.

## Ігровий процес
Oxenfree II: Lost Signals — це сюжетна пригодницька гра. Незважаючи на те, що ігровий процес схожий на Oxenfree, у продовженні є нові персонажі, механіки та місця. Гравці керують Райлі, дорослою жінкою, якій за 30 років, вона повертається до свого рідного міста Камена на роботу. Гравці переміщаються в середовищі за допомогою сенсорного екрана або контролера.

## Сюжет
Історія Oxenfree II окрема від свого попередника, хоча знання Oxenfree дають більше контексту подіям гри. Через п'ять років після попередньої гри Райлі прибуває до свого рідного міста Камена, щоб допомогти у вивченні радіоаномалій, встановлюючи радіопередавачі вздовж узбережжя. Після того, як Райлі та її призначений колега Джейкоб встановили перший передавач, над сусіднім островом Едвардса відкривається просторовий портал. Райлі та Джейкоб починають відчувати низку галюцинацій і часових петель. Джейкоб розповідає, що стара жінка, яку він знав з острова Едвардса, Меггі Адлер, вивчала аномалії на острові Едвардса. Райлі та Джейкоб використовують цю інформацію, щоб розробити план: піти до трьох інших найвищих точок Камени та встановити три інші радіопередавачі, які вони зможуть використати, щоб усунути радіоаномалію та закрити просторовий портал.
Встановлюючи передавачі, Райлі та Джейкоб стикаються з трьома підлітками: Олівією, Чарлі та Вайолет, які намагаються підсилити портал за допомогою старого військового радіообладнання. Вони пов’язані з «Парентажем», культом, пов’язаним з островом Едвардса, який, здається, звертається до Олівії з проханням допомогти відкрити портал. Коли Райлі запитує Олівію про її спроби відкрити портал, вона пояснює, що істоти з порталу пообіцяли їй знову побачити своїх померлих батьків, якщо вона допоможе їм. Наприкінці протистояння, Олівією заволоділа Алекс, головна героїня першої гри. Вона розповідає, що вона та її друзі потрапили в пастку першого розлому, який вони відкрили, коли відвідали острів, і що вони хочуть втекти.
У той час як портал, здається, закривається після активації передавачів, Алекс, заволодівши Джейкобом, розповідає Райлі, що портал був частково відкритий протягом деякого часу та сутності, яких вона називає «Втопленими» (екіпаж загиблого підводного човна часів Другої світової війни), спілкувалися з Олівією, щоб переконати її повністю відкрити його: у той час як Алекс хотіла, щоб вона та її друзі втекли за допомогою добровольців, Втоплені намагалися втекти будь-якими способами, піддаючи ризику Камену. Алекс каже Райлі, що Олівія прямує до комунікаційної вежі на острові Едвардса, щоб знову відкрити портал, і що вона повинна зупинити її.
Райлі та Джейкоб викрадають човен із гавані Камени та везуть його на острів Едвардса. Опинившись там, вони знову стикаються з Олівією, яка відкриває просторовий портал прямо над комунікаційною вежею. Райлі та Алекс разом намагаються звернутися до Олівії, але Олівією заволодівають Втоплені, які потім оволодівають Райлі. Райлі проходить через кілька сюрреалістичних галюцинацій в альтернативних вимірах і успішно переміщує їх до останнього видіння, що містить майбутнього сина Райлі, Рекса, яким вона зараз вагітна. Це бачення Рекса має на меті переконати Райлі більше вірити в себе та мати впевненість, яка їй потрібна, щоб уникнути захоплення Втопленими у порожнечі, і незабаром після цього вона повертається в реальність, де їй вдається зупинити Олівію та формування порталу.
Після того, як зусилля Втоплених придушені, Джейкоб, Олівія, Райлі та Алекс з’являються разом перед порталом, де Алекс пояснює, що хтось із них повинен увійти всередину та налаштувати портал на закриття зсередини, що можливо залишить його разом із Втопленими назавжди, але дозволить іншим звільнитися. Гравець може вибрати, щоб Райлі, Джейкоб або Олівія увійшли в портал і закрили його зсередини, що може змінити кінець історії. Незалежно від того, кого вибрали, портал закривається, а Камена рятується від розломів. Алекс та її друзі більше не в пастці просторового розлому, і Алекс надсилає сувенірну коробку на згадку про Райлі (або Рексу, або батькові Райлі залежно від кінцівки), яку гравець може проглянути, щоб отримати різні діалоги та нотатки залежно від вибору, який він робив під час взаємодії персонажів протягом історії.

## Розробка
У 2016 році Студія Night School випустила пригодницьку гру Oxenfree як свою першу гру, потім Afterparty в 2019 та ексклюзив Apple Arcade Next Stop Nowhere в 2020. Директор студії Шон Кранкель сказав, що у студії був момент, коли вони вирішили повернутися до сеттингу Oxenfree, цього разу очима дорослого, а не підлітка. Все ще відчуваючи наслідки пандемії COVID-19 і шукаючи більшої стабільності, студію Night School було придбано Netflix у 2021 році. Вона стала першою ігровою студією, придбану Netflix.
Oxenfree II: Lost Signals було анонсовано під час Nintendo Indie World Showcase у 2021 році. Night School спочатку планувала випустити Oxenfree II: Lost Signals у 2021 році, але відклала гру на 2022, а потім на 2023 рік. У квітні 2023 року Night School Studio оголосила, що Oxenfree II: Lost Signals вийде 12 липня на Android, iOS, Nintendo Switch, PlayStation 4, PlayStation 5 і Windows. Мобільна версія гри доступна ексклюзивно за підпискою Netflix.
На релізі Oxenfree II: Lost Signals отримала локалізований інтерфейс і підтримку субтитрів для 32 мов. Розробники приписують цю перевагу підтримці Netflix.

## Актори та команда
| Акторський склад          | Акторський склад                                        |
| Персонажі                 | Актор озвучування                                       |
| Головний акторський склад | Головний акторський склад                               |
| ------------------------- | ------------------------------------------------------- |
| Райлі Поверлі             | Елізабет Сайда                                          |
| Джейкоб Саммерс           | Джо Бьянко                                              |
| Олівія                    | Ебігейл Тернер                                          |
| Вайолет                   | Сара Вундерле                                           |
| Чарлі                     | Джоджо Леято                                            |
| Актори другого плану      |                                                         |
| Алекс                     | Ерін Іветт                                              |
| Рекс Поверлі              | Лев Родрікес Шіверс (дитина) Емерсон Ботрайт (дорослий) |
| Евелін                    | Алаіна Віс                                              |
| Хенк                      | Глен Роковіц                                            |
| Нік                       | Стівен Келлі                                            |
| Марія                     | Рейчел Ріал                                             |
| Шеллі                     | Ебігейл Вал                                             |
| Меггі Адлер               | Емілі Томлінсон                                         |
| R.J.                      | Мус Варивода                                            |
| Кларисса                  | Авітал Аш                                               |
| Йонас                     | Гевін Хеммон                                            |
| Нона                      | Брітанні Джонсон                                        |
| Рен                       | Арон Кубан                                              |
| Екіпаж                    |                                                         |
| Режисер                   | Браянт Кеннон                                           |
| Продюсер                  | Девіс Маріотт Виконавчий продюсер: Нік Аренс            |
| Сценаристи                | Адам Ескеназі Дуглас Адам Хайнс                         |
| Композитор                | Ендрю Рорман                                            |

## Сприйняття
| Агрегатор  | Оцінка                               |
| ---------- | ------------------------------------ |
| Metacritic | (NS) 85/100 (PC) 74/100 (PS5) 79/100 |

| Видання               | Оцінка |
| --------------------- | ------ |
| Destructoid           | 8/10   |
| Digital Trends        | 3.5/5  |
| Eurogamer             | 4/5    |
| Game Informer         | 8/10   |
| GameSpot              | 7/10   |
| GamesRadar+           | 2/5    |
| IGN                   | 7/10   |
| Nintendo Life         | 9/10   |
| Nintendo World Report | 9/10   |
| PC Gamer (США)        | 85/100 |
| PCGamesN              | 8/10   |
| RPGFan                | 88/100 |
| Shacknews             | 9/10   |
| VideoGamer.com        | 9/10   |

Oxenfree II: Lost Signals отримала «загалом схвальні» відгуки, згідно з агрегатором оглядів Metacritic.   
Polygon сподобався спосіб поєднання Oxenfree II з її попередницею, написавши: «Вона чудова для шанувальників оригіналу, але також зроблена таким чином, що вам не потрібно грати в оригінальну Oxenfree». Rock Paper Shotgun похвалив те, що гра адаптувала історію дорослішання для старшої аудиторії, але відчув, що вибір мало вплинув на оповідь: «на відміну від першої Oxenfree, ці рішення не вплинули на суть історії у продовженні".
Kotaku сподобалось написання і те, як кожен персонаж обігрував один одного, згадуючи двох головних героїв як приклад: «Динаміка Джейкоба з Райлі робить їхню взаємодію настільки ж розкриваючою, як і цікавою». The Verge вважає, що гра створила приємну атмосферу передчуття: «Вона виглядає і звучить неймовірно, і, коли ви занурюєтеся глибше в її таємницю, вона стає відверто моторошною, з великою кількістю левітуючих тіл і спотворених голосів, що дає зрозуміти, що щось дуже не так".

## Зовнішні посилання
- Офіційний сайт